# Шотозеро
Шо́тозеро (полукалька фин. Sotjärvi, карел. Šotjärvi) — российское озеро в южной части Республики Карелия (Пряжинский район).

## Общие сведения
Площадь поверхности — 74,04 км², площадь водосборного бассейна — 5548 км². Высота над уровнем моря — 91 м.
Бо́льшая часть побережья относится к Эссойльскому сельскому поселению). Шотозеро овальной формы, вытянуто с северо-запада на юго-восток. Вода коричневого оттенка.
Через Шотозеро протекает река Шуя, доставляющая 92 % всего объёма притока воды. В озеро впадают реки Миккелица и Педлоеги. Ход уровней Шотозера характеризуется максимумом в мае — июне, минимумом в августе — сентябре. Средняя многолетняя амплитуда колебаний уровня воды составляет 185 см. Максимальные глубины располагаются в центральной части озера (две глубоководные впадины тектонического происхождения).
На озере 43 острова, общей площадью 0,36 км².
Рудные отложения в виде корки, толщиной около 1 см, занимают более 40 % площади дна и располагаются на глубинах от 2 до 4 м. На глубинах более 4 м распространены тёмно-зелёные илы. Каменистые грунты, включающие валуны, щебень, гальку и песок занимают около 10 % площади дна. Котловина ледниково-тектонического генезиса.
В отдельные годы в середине июля средняя поверхностная температура воды может составлять 19,5 °C, придонной 17,9 °C. Средние температуры воды в подлёдный период (середина апреля) составляют подо льдом 1,2 °C, в придонном слое 3,5 °C, для озера в среднем 2,4 °C. Озеро освобождается ото льда в начале мая, замерзает в ноябре — декабре. Среднее количество суток с ледовыми явлениями составляет 135, при возможных значительных колебаниях от 90 до 180 суток.
Вдоль береговой линии, около устьев рек и ручьёв наблюдаются заросли тростника, камыша, кувшинки, кубышки и другой высшей водной растительности. В составе зоопланктона наблюдается большой (до 90 % биомассы) удельный вес ракообразных, который обусловливает его кормовую ценность для рыб.
На северо-западном берегу озера расположены посёлки Соддер, Новые пески, деревня Каменьнаволок. На юго-восточном берегу расположена деревня Салменица.
В 1950—1960-х гг. использовалось Петрозаводской сплавной конторой для сплава леса, работали катера «Восход» и «Штиль».

## Название
В названии Шотозера прослеживаются саамские корни. В писцовых материалах XVII века Шотозеро названо Шондозеро, а река Шуя как выше, так и ниже озера — рекой Шондой (Шойдой) или Шондорой. В саамской глагольной основе «šönte» — разрезать, прорезать, то есть Шотозеро — озеро, которое «прорезает» река.
Финское название озера Sotjärvi (фин. järvi — озеро) сохраняется в названии посёлка Соддер (фин. Sotka).

## Ихтиофауна
В озере обитают 16 видов рыб, среди них окунь, плотва, сиг, ряпушка, елец, язь, налим, щука, судак, лещ, сом, уклея, ёрш.
Молодь судака обитает главным образом в южной части озера, взрослый судак, массой до 4,5 кг (возраст более 15 лет) — на участках с 5—6-метровой глубиной.
Весной лещ поднимается по реке Миккелице на нерест в озеро Миккильское, до октября скатывается обратно в Шотозеро.
Щука обитает практически во всех частях озера, достигает длины 110 см при массе до 9,9 кг.
Самая многочисленная рыба Шотозера — окунь. Растёт медленно, в возрасте 22 лет достигает длины 40,0 см и массы 1300 г.
Сиг поднимается в Шотозеро в августе — сентябре месяце по Шуе из Онежского озера. Сом в летний период встречается в наиболее глубоких и илистых участках.
На южном побережье Шотозера преобладают ель и смешанный лес, на северном — сосна и смешанный лес.

## Данные ГВР
По данным геоинформационной системы Федерального агентства водных ресурсов озеро относится к Балтийскому бассейновому округу, речному бассейну реки Нева, подбассейну реки Свирь, водохозяйственному участку реки Шуя.